# Рыбзавод (платформа)
Рыбзаво́д — остановочный пункт Восточно-Сибирской железной дороги на Транссибирской магистрали. Относится к Улан-Удэнскому региону ВСЖД.
Расположен в посёлке Сухой Ручей Слюдянского района Иркутской области.

## История
Станция Рыбзавод построена в 1949 году для обеспечения сырьём и транспортирования продукции Южно-Байкальского рыбозавода (сокращённо — Рыбзавод). Ныне станция разобрана, останавливаются лишь пригородные поезда. Параллельно железнодорожным путям проходит федеральная автомагистраль Р258 «Байкал».

## Пригородное сообщение по станции
| № поезда | Маршрут движения     | № поезда | Маршрут движения     |
| -------- | -------------------- | -------- | -------------------- |
| 6601     | Выдрино — Слюдянка I | 6602     | Слюдянка I — Выдрино |
| 6605     | Выдрино — Слюдянка I | 6606     | Слюдянка I — Выдрино |